# Arbejdets Helte
Arbejdets Helte er en amerikansk stumfilm fra 1919 af King Vidor.

## Medvirkende
- Florence Vidor som Katherine Boone
- Charles Meredith som Donald Trent
- ZaSu Pitts som Jennie Joness
- David Butler som Jimmy
- Alfred Allen som J. Martin Trent